# Sa Granja (Esporles)
Sa Granja és una possessió que es troba entre es Murtar, el camí vell de Superna, ses Mosqueres i el torrent de Sant Pere, en el terme municipal d'Esporles (Mallorca).

## Història

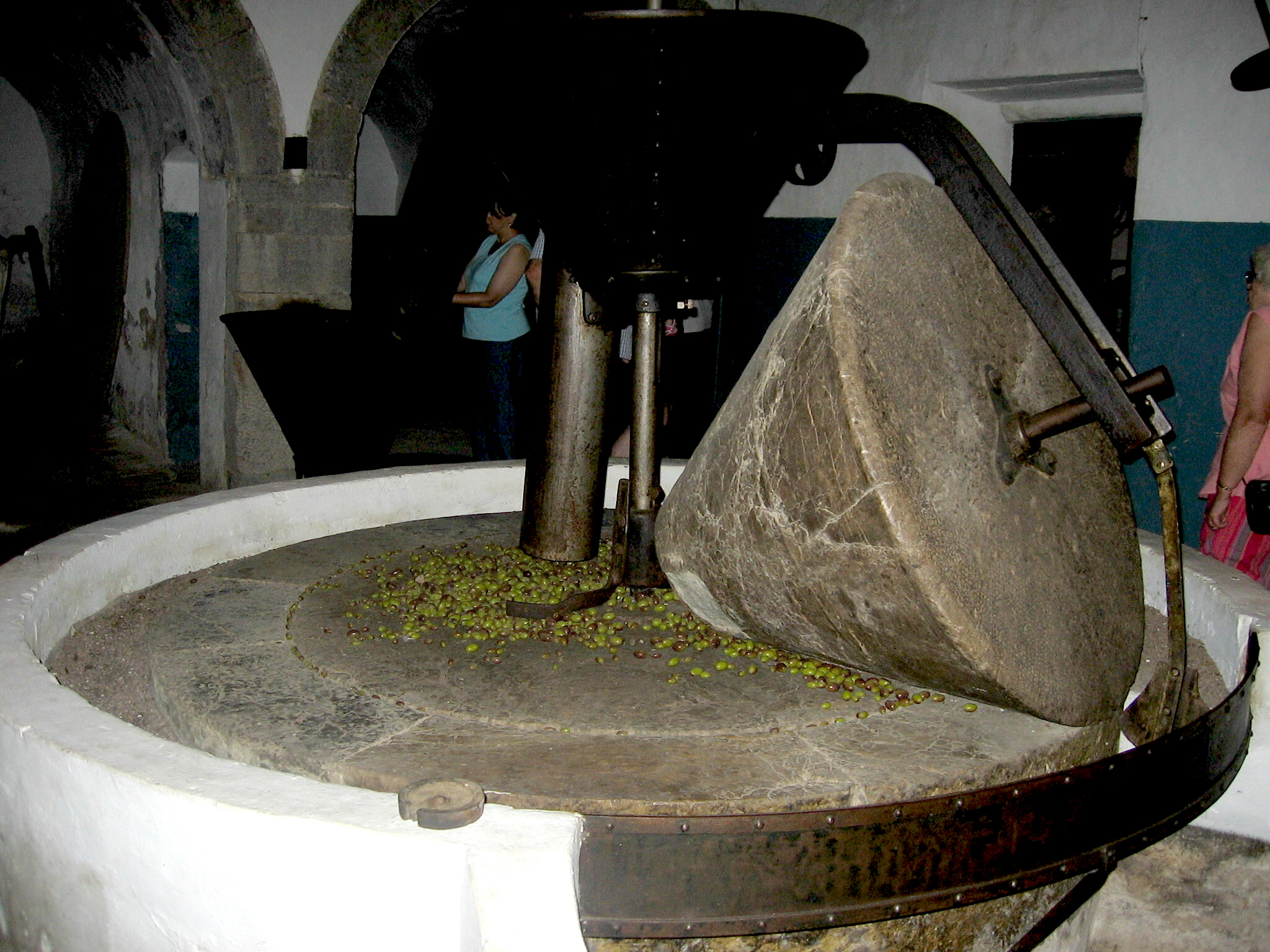
Tafona de sa Granja

En el Llibre del Repartiment apareix amb el nom d'Alpic i va ser cedida per Nunó Sanç (1239) als cistercencs perquè hi fundassin un monestir. D'aquest primer cenobi, depenent de l'abadia de Poblet, en resten vestigis de les cel·les dels monjos i d'una torre. Sembla que l'olivar era el cultiu predominant en els segles xiii-xvi. En els establiments que els monjos de la Real feren de sa Granja, els emfiteutes havien de pagar 50 quartans d'oli anuals. En el segle xiv s'hi reproduïren faisans i francolins amb finalitats cinegètiques. L'any 1574 s'estima que produïa 1000 quartans d'oli anuals.
En passar els monjos al monestir de Sant Bernat de la Real la finca fou adquirida per la família Vida i començà a utilitzar-se el nom actual. Els monjos de la Real en cobraren censos fins al segle xix. En els estims de 1577-1578 és de Miquel Vida i es valora en 22.000 lliures. El 1665 passà als Fortuny i el 1677 era valorada en 55.000 lliures. El 1682 pertanyia al noble Jordi Fortuny de Ruesta i García. En el casal hi havia una important col·lecció de pintures que incloïa retrats familiars com els de Joan Berenguer Vida i de Fra Ramon Fortuny. Hi havia capella, tafona, celler i alambí. Dins la possessió hi havia un molí d'aigua, draper. Integrava una gran extensió d'olivar, amb garrovers, vinya i cereals. El 1863 era de Jordi Fortuny i tenia 517 quarterades.
El 13 de febrer de 2025 fou declarada Bé d'Interès Cultural (BIC) amb la categoria de jardí històric per al conjunt dels seus jardins i horts en bancals, i de monument per a les cases de possessió.

## Les cases

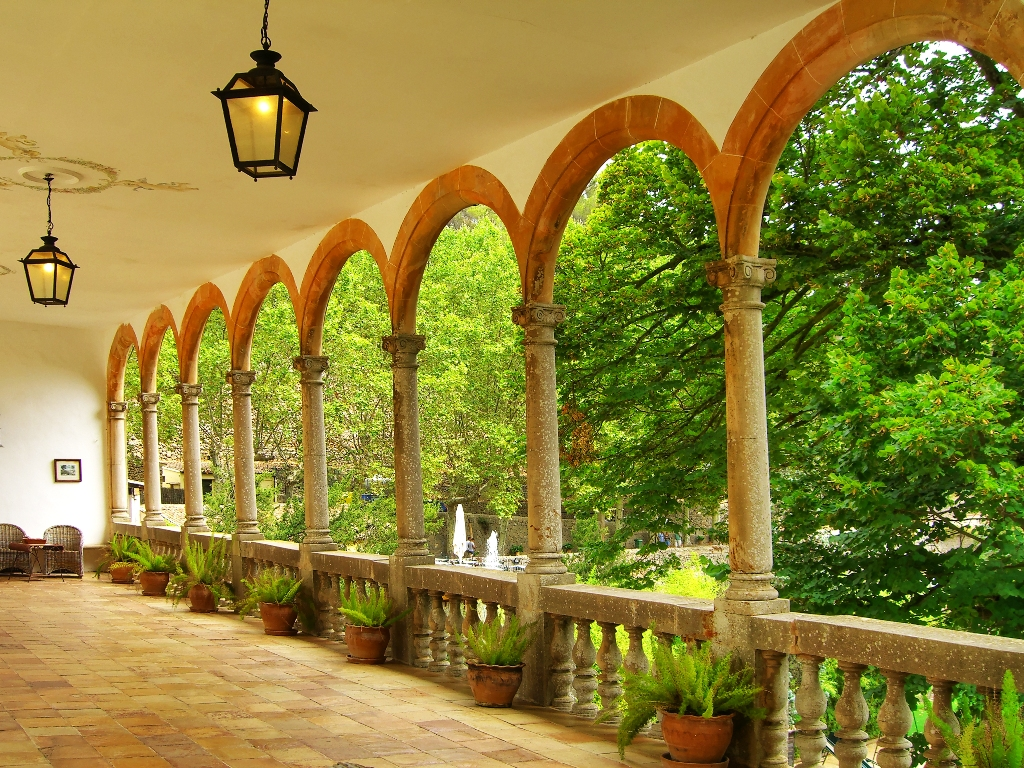
Galeria amb arcades de Sa Granja d'Esporles

El casal va ser ampliat entre el final del segle xvii i el 1716. El conjunt és de planta irregular, com a resultat de successius afegits. En el centre hi ha un pati, amb paviment de macs, aljub central i escala d'accés al pis noble, protegit per una volada. La façana principal disposa les obertures de les tres plantes simètricament. El conjunt és completat per dues zones enjardinades. A la banda nord un jardí alt s'estén fins a la muntanya, amb algunes fonts i glorietes; al sud n'hi ha un de baix, amb un brollador.

## Les aigües: fonts, molins i canaletes
Des de temps molt antics les aigües de la Font Major de sa Granja serviren per abastar la ciutat. El sistema de connexió amb les aigües de la Font d'en Baster era a través d'un avenc (s'Avenc des frares). Les aigües de la Vall de Superna van a la Font Major de sa Granja i mantenien un sistema de cinc molins: molí de sa Font i molí de sa Figuera abans de les cases; el molí de sa Casa, a les cases i els dos molins de sa Creu, passades les cases. A partir d'aquí les aigües anaven al torrent i eren recollides amb una resclosa, es parat, que les derivava cap a un avenc, que les duia subterràniament fins a la Font d'en Baster. Dins la possessió, a més, hi ha les fonts des Rafal, d'en Massina, de sa Granja de Dalt i de ses Fontanelles, a més de les aigües que aporta el torrent de Superna que, amb parats, és redistribuïda per un sistema de síquies i canaletes per poder regar les terres (dues síquies i set canaletes).

## Usos i activitats
En l'actualitat hi ha un restaurant i un centre de visites turístiques. Es poden visitar els telers, el mobiliari, les eines i les distintes cambres.

## Elements singulars
- El teix de sa Granja. Es tracta d'un arbre singular, un teix (taxus baccata) d'uns dos mil anys, considerat un dels teixos més vells del món. Té la soca d'un diàmetre d'1,5 metres i 5 de perímetre, i està molt ramificada des de baix. Arriba als 6 metres d'alçària i la capçada té 10 metres de diàmetre. És l'arbre més vell conegut a les Balears. El seu estat és molt bo, sense símptomes de debilitat ni atacs d'insectes. La part interna de la soca es troba buida, cosa normal en arbres tan vells.[7]